# 筑前山家站

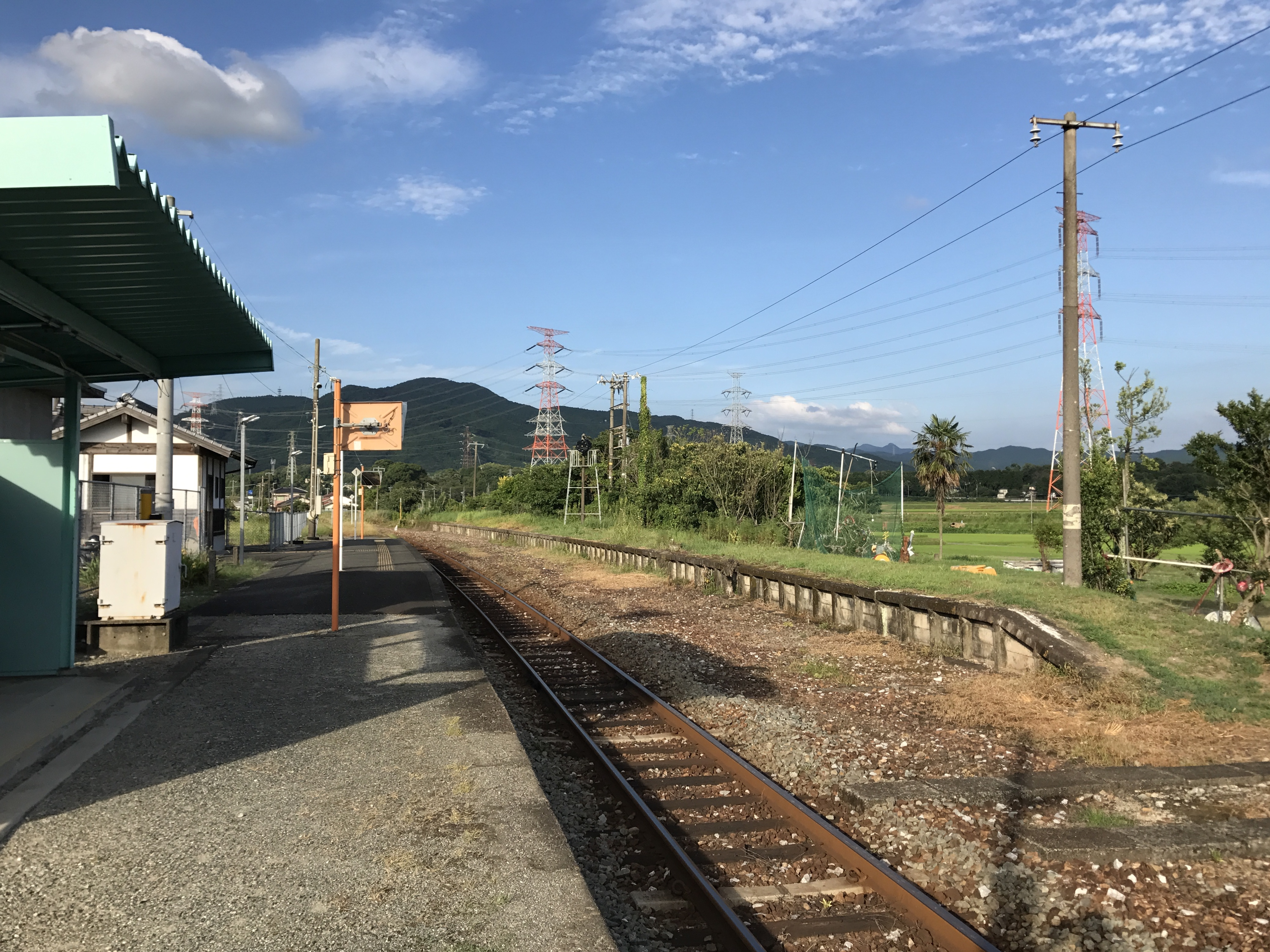
站內。後方為若松方向，前方為原田方向。右邊設有已停用月台

筑前山家站（日语：／ Chikuzen-Yamae eki */?）是位於福岡縣筑紫野市大字山家4928番，九州旅客鐵道（JR九州）的筑豐本線（原田線）車站。車站編號為JG04。

## 歷史
- 1929年（昭和4年）12月7日 - 鐵道省 筑前內野站至原田站之間開通，此站啟用[1]。
- 1987年（昭和62年）4月1日 - 伴隨國鐵分割民營化，車站由九州旅客鐵道（JR九州）營運[2]。

## 車站構造
車站是一座地面車站，設有1面1線的單式月台，往原田的列車會開啟右邊車門。此站曾經設有2面2線的相對式月台，現時其中一邊月台已停用，只剩下月台本體。
此站設有候車室。此站為無人車站，不可使用IC卡「SUGOCA」。

## 使用狀況
在2016年度的1日平均乘車人次為25人。
| 乘車人次變化       | 乘車人次變化 |
| 年度               | 1日平均人次  |
| ------------------ | ------------ |
| 1997年（平成09年） | 11           |
| 1998年（平成10年） | 5            |
| 1999年（平成11年） | 11           |
| 2000年（平成12年） | 16           |
| 2001年（平成13年） | 14           |
| 2002年（平成14年） | 11           |
| 2003年（平成15年） | 14           |
| 2004年（平成16年） | 16           |
| 2005年（平成17年） | 16           |
| 2006年（平成18年） | 14           |
| 2007年（平成19年） | 14           |
| 2008年（平成20年） | 14           |
| 2009年（平成21年） | 14           |
| 2010年（平成22年） | 16           |
| 2011年（平成23年） | 19           |
| 2012年（平成24年） | 16           |
| 2013年（平成25年） | 19           |
| 2014年（平成26年） | 22           |
| 2015年（平成27年） | 19           |
| 2016年（平成28年） | 25           |

## 車站周邊
在站前設有國道200號。車站位於山家村落的西邊，距離村落中心1公里。車站前方設有小規模商店和民居，環境比較冷清。在車站對出右轉，於國道200號前進300米後便到達山家郵局。
在車站對出左轉，於國道200號前進600米後便進前筑前町。再前進600米後，於山家道路口處設有巴士站，停靠的西鐵巴士巴士路線可前往JR博多站（經都市高速）、筑紫野市中心、JR二日市站、西鐵朝倉街道站、筑前町中心、朝倉市和杷木。
在站前的國道200號線設有巴士站，停靠的巴士路線連接筑紫站和山家方向（上西山、浦之下）。在筑紫站方向中途會經過山家道巴士站，在該站可轉乘上述巴士路線。
在車站東北方設有冷水峠，該處為筑紫野市和飯塚市的邊界。國道200號（舊道）會經過山嶺，該路上會有急彎和沒有隧道。除了舊道外，也有冷水道路（「冷水隧道」（道路））和筑豐本線（「冷水隧道」（鐵路））跨越山嶺，連接筑豐地方和福岡地方南部（筑紫地域）。

## 李他
於站前設有在西鐵福岡市內線廢止前使用的電車500形507號，以及西鐵巴士的五十鈴BU15D（[西日本車體工業車身，巴士屬前大牟田營業所）進行靜態保存。兩車輛均由「北九州線車輛保存會」團體進行定期的補修工程。507從前在糟屋郡須惠町的皿山公園內進行靜態保存，後來在2014年12月遷移至現地。JR九州只提供場地，不會管理這些車輛。曾經此站也展示了西鐵北九州線的（600形621號和323形324號）2架電車，後來均遷移至「西鐵香椎花園」。

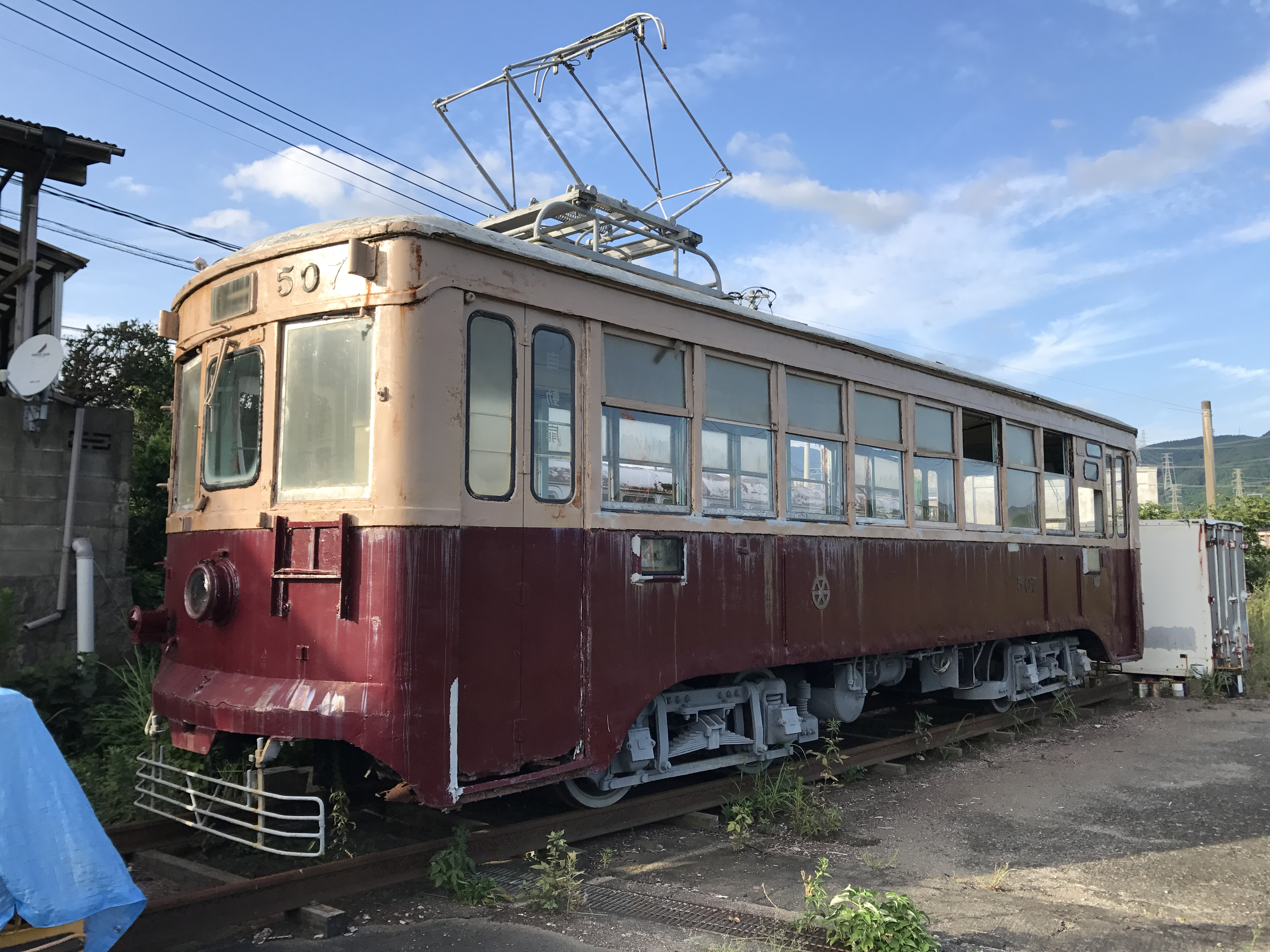
於站前靜態保存的前西鐵福岡市內線500形507號電車（2017年8月13日）
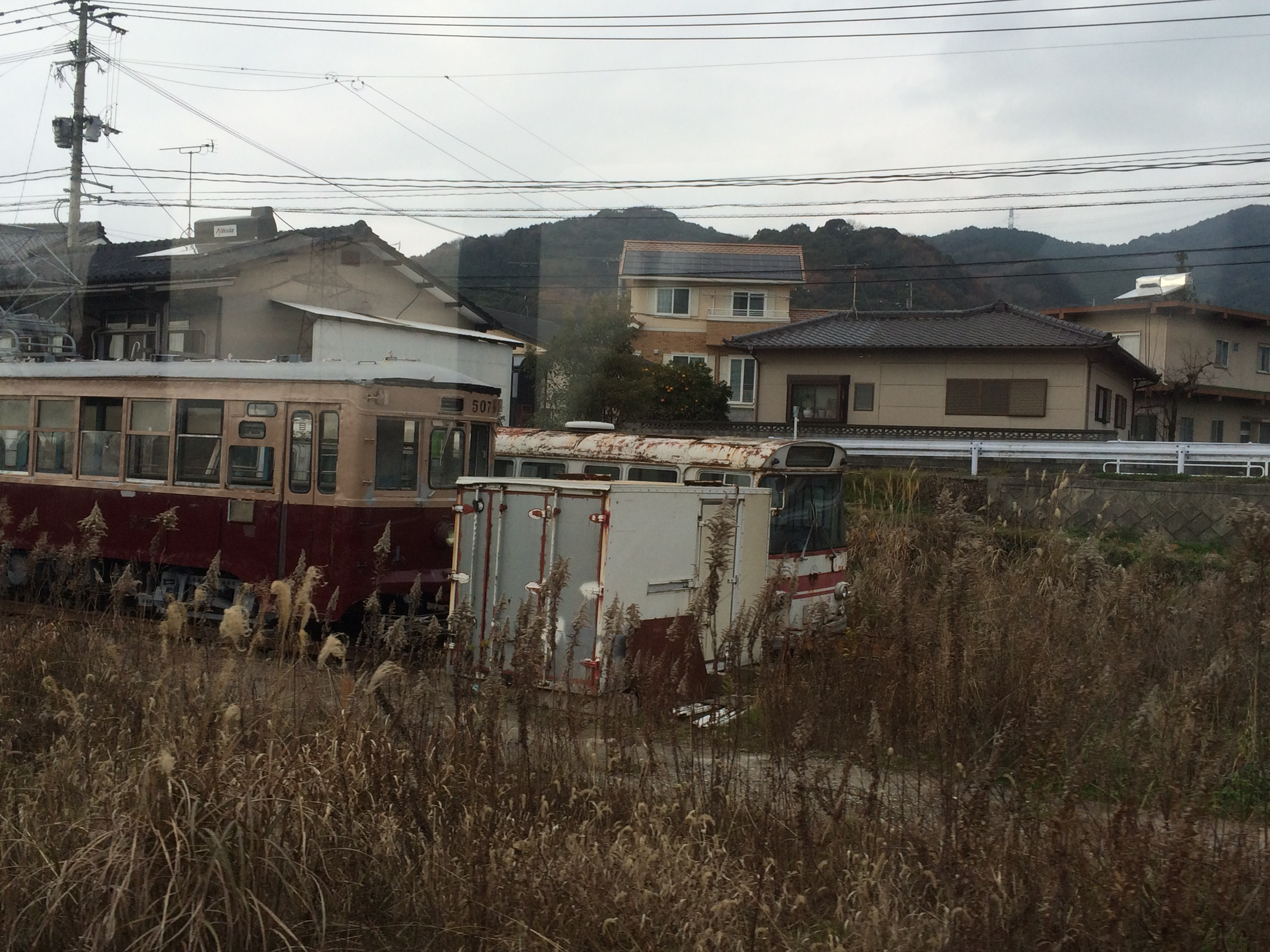
五十鈴BU15D巴士（2016年1月3日）

## 相鄰車站
九州旅客鐵道（JR九州）
 原田線（筑豐本線）
筑前內野（JG03）－筑前山家（JG04）－原田（JG05）

## 注腳
1. 1 2 3 4 5 6  . 週刊JR全駅・全車両基地 (朝日新聞出版). 2012-09-23, (07): 21 （日语）.
2. ↑  九州鉄道百年祭実行委員会・百年史編纂部会 (编).  初版. 九州旅客鉄道. 1988: 181 （日语）.
3. ↑  .   [2020-12-04]. （原始内容存档于2021-01-18）.
4. ↑  元西鉄の保存車両アーカイブス 西日本鉄道福岡市内線500形／507号 （页面存档备份，存于）（日語） - 西鐵Web博物館

## 外部連結
- 筑前山家（車站資訊） - 九州旅客鐵道（日語）